# 파벨 파니긴
파벨 파블로비치 파니긴(러시아어: Па́вел Па́влович Пини́гин, 1953년 3월 12일~)은 소련의 레슬링 선수이다. 1976년 하계 올림픽에서 자유형 라이트급 종목에서 금메달을 획득했고 세계 선수권 대회에서 3회 우승했다.